# 76 mm-es 1943 mintájú ezredágyú (OB–25)
A 76 mm-es 1943 mintájú ezredágyú (OB–25) (oroszul 76-мм полковая пушка обр. 1943 г. (ОБ-25)) egy szovjet gyalogsági támogató ágyú volt, melyet 1943-ban fejlesztett ki Mihail Cirulnyikov a Motoviliha üzemben. Az ágyúhoz a 76 mm-es 1927 mintájú ezredágyú modernizált lövegcsövét és a 45 mm-es 1942 mintájú páncéltörő ágyú (M–42) futóművét használták. A löveget könnyű tábori erődítmények és nyílt terepen elhelyezkedő élőerő ellen használták. A kumulatív lövedékekkel korlátozottan páncélosok ellen is használhatták az ágyút. Az új típus megjelenésével teljesen kiszorította a korábbi 1927 mintájú ágyút a gyártósorokról, gyártását egészen a második világháború végéig folytatták. Mivel a löveg lőtávolsága és csőtorkolati sebessége alacsony volt, a háború után már nem gyártották.

## Alkalmazott lőszertípusok
- Típus:
  - Repesz-romboló: OF–350
  - Repesz: O–350A
  - Kumulatív: BP–350M
- Lövedék tömege:
  - OF–350: 6,2 kg
- Csőtorkolati sebesség:
  - OF–350, O–350A: 262 m/s
  - BP–350M: 311 m/s
- Hatásos lőtávolság:
  - OF–350, O–350A: 4200 m
  - BP–350M: 1000 m.

## Fordítás
Ez a szócikk részben vagy egészben  a(z)   76 mm regimental gun M1943 című angol Wikipédia-szócikk ezen változatának fordításán alapul.  Az eredeti cikk szerkesztőit annak laptörténete sorolja fel. Ez a jelzés csupán a megfogalmazás eredetét és a szerzői jogokat jelzi, nem szolgál a cikkben szereplő információk forrásmegjelöléseként.